# Commodore 64
Commodore 64, tên khác: C64 hoặc CBM 64, là một máy tính gia đình 8 bit được Commodore International giới thiệu vào tháng 1 năm 1982 (lần đầu tiên ở Hội chợ điện tử tiêu dùng, ở Las Vegas, ngày 7-10 tháng 1 năm 1982). Nó đã Sách Kỷ lục Guinness công nhận là mẫu máy tính bán chạy nhất mọi thời đại, với các ước tính độc lập cho thấy doanh số bán từ 10 đến 17 triệu máy. Sản xuất đại trà bắt đầu vào đầu năm 1982, tiếp thị vào tháng 8 với giá 595 đô la Mỹ (1.477 đô la Mỹ vào năm 2018). Ra sau các máy tính Commodore VIC-20 và Commodore PET, C64 lấy tên từ dung lượng RAM 64 kilobytes (65,536 bytes) của nó. Với sự hỗ trợ cho các hiệu ứng hình ảnh nhiều màu và một chip tùy biến để tạo dạng sóng, C64 có thể tạo ra hình ảnh và âm thanh vượt trội so với các hệ thống không có phần cứng tùy chỉnh như vậy.
C64 thống trị thị trường máy tính cấp thấp trong phần lớn thập niên 1980. Trong khoảng thời gian đáng kể (1983–1986), C64 chiếm từ 30% đến 40% thị phần của Mỹ với hai triệu chiếc được bán mỗi năm, vượt trội so với các máy tính cá nhân tương thích của IBM, máy tính Apple và dòng máy tính Atari 8 bit. Sam Tramiel, một chủ tịch sau này của Atari và con trai của người sáng lập Commodore, nói trong một cuộc phỏng vấn năm 1989, "Khi tôi ở Commodore, chúng tôi đã sản xuất 400.000 máy C64 mỗi tháng trong một vài năm." Tại thị trường Anh, C64 phải đối mặt với sự cạnh tranh từ BBC Micro và ZX Spectrum, nhưng C64 vẫn là một trong hai máy tính phổ biến nhất ở Anh.
Một phần của sự thành công của Commodore 64 đó là được bán tại các cửa hàng bán lẻ bình thường thay vì chỉ ở các cửa hàng chuyên bán đồ điện tử tiêu dùng hoặc máy tính cá nhân. Commodore tự tay sản xuất nhiều bộ phận của nó để kiểm soát chi phí, bao gồm các chip vi mạch tùy chỉnh từ MOS Technology. Nó đã được so sánh với ô tô Ford Model T cho vai trò của nó trong việc đưa một công nghệ mới cho các hộ gia đình trung lưu thông qua sản xuất hàng loạt và giá cả phải chăng. Khoảng 10.000 phần mềm thương mại đã được viết cho Commodore 64 bao gồm các công cụ phát triển, các ứng dụng năng suất văn phòng và trò chơi. Trình giả lập C64 cho phép bất kỳ ai có máy tính hiện đại hoặc video game console tương thích đều có thể chạy các chương trình này. C64 cũng được công nhận với việc phổ biến bản demo của máy tính và ngày nay vẫn được một số người hâm mộ máy tính này sử dụng. Trong năm 2011, 17 năm sau khi nó rút lui khỏi thị trường, nghiên cứu cho thấy rằng tỷ lệ nhận diện thương hiệu của nó vẫn ở mức 87%.

## Lịch sử

Màn hình khởi động của Commodore 64

Vào tháng 1 năm 1981, MOS Technology, Inc., công ty con thiết kế mạch tích hợp của Commodore, đã khởi xướng một dự án thiết kế các chip đồ họa và âm thanh cho một thế hệ tiếp theo của video game console. Thiết kế công việc cho các chip, với tên MOS Technology VIC-II (mạch tích hợp video cho đồ họa) và MOS Technology SID (Thiết bị giao diện âm thanh cho âm thanh), được hoàn thành vào tháng 11 năm 1981. Commodore sau đó bắt đầu một dự án giao máy chơi trò chơi có thể sử dụng các chip mới - được gọi là Ultimax hoặc Commodore MAX Machine, được thiết kế bởi Yash Terakura từ Commodore Nhật Bản. Dự án này cuối cùng đã bị hủy bỏ sau khi chỉ có một vài máy được sản xuất cho thị trường Nhật Bản. Đồng thời, Robert "Bob" Russell (lập trình viên và kiến trúc sư hệ thống trên VIC-20) và Robert "Bob" Yannes (kỹ sư của SID) chỉ trích mạnh dòng sản phẩm hiện tại tại Commodore, mà là sự tiếp nối của dòng sản phẩm Commodore PET hướng đến người dùng doanh nghiệp. Với sự hỗ trợ của Al Charpentier (kỹ sư của VIC-II) và Charles Winterble (người quản lý Công nghệ MOS), họ đã đề xuất với Giám đốc điều hành Commodore Jack Tramiel một sản phẩm kế tiếp có chi phí thấp của VIC-20. Tramiel cho rằng máy nên có 64 KB random-access memory (RAM). Mặc dù 64Kbit RAM động (DRAM) tốn trên 100 US$ (222,68 đô la Mỹ vào năm 2018) vào thời điểm đó, ông biết rằng giá DRAM đang giảm và sẽ giảm xuống mức chấp nhận được trước khi đến giai đoạn sản xuất tối đa. Nhóm nghiên cứu đã có thể nhanh chóng thiết kế C64 bởi vì, không giống như hầu hết các công ty máy tính gia đình khác, Commodore có fab bán dẫn riêng để sản xuất chip thử nghiệm; bởi vì fab không hoạt động hết công suất, chi phí phát triển là một phần của chi phí hiện tại của công ty. Các chip mẫu đã được hoàn thành vào tháng 11, lúc đó Charpentier, Winterble và Tramiel đã quyết định sản xuất dòng máy tính mới; và Tramiel đặt thời hạn cuối cùng cho ngày cuối tuần đầu tiên của tháng 1, trùng với Hội chợ điện tử tiêu dùng (CES) năm 1982.
Sản phẩm được đặt tên là VIC-40 như là người kế thừa cho dòng máy bình dân VIC-20. Đội ngũ xây dựng nó bao gồm Yash Terakura, Shiraz Shivji, Bob Russell, Bob Yannes và David A. Ziembicki. Thiết kế, nguyên mẫu, và một số phần mềm mẫu đã được hoàn thành kịp tiến độ sau khi nhóm nghiên cứu đã làm việc không mệt mỏi trong cả lễ Tạ ơn và cuối tuần Giáng sinh. Máy sử dụng cùng một vỏ máy, cùng một bo mạch chủ với kích thước, và cùng một bộ nhớ chỉ đọc Commodore BASIC 2.0 như VIC-20. BASIC cũng được dùng ở lõi giao diện người dùng và đã có sẵn ngay lập tức khi khởi động tại dấu nhắc READY. Khi sản phẩm được trưng bày, tên của sản phẩm VIC-40 đã được đổi thành C64. C64 ra mắt ấn tượng tại Hội chợ điện tử tiêu dùng vào tháng 1 năm 1982, với hồi tưởng của kỹ sư sản xuất David A. Ziembicki: "Tất cả những gì chúng tôi thấy tại gian hàng của chúng tôi là những nhân viên Atari với miệng há hốc, nói rằng, 'Làm thế nào các bạn có thể làm điều đó với mức giá 595 đô la?'" Câu trả lời là tích hợp theo chiều dọc; do sở hữu của Commodore đối với các cơ sở chế tạo bán dẫn của MOS Technology, mỗi C64 có chi phí sản xuất ước tính chỉ là 135$.

### Cuộc chiến thị trường

#### 1982–1983

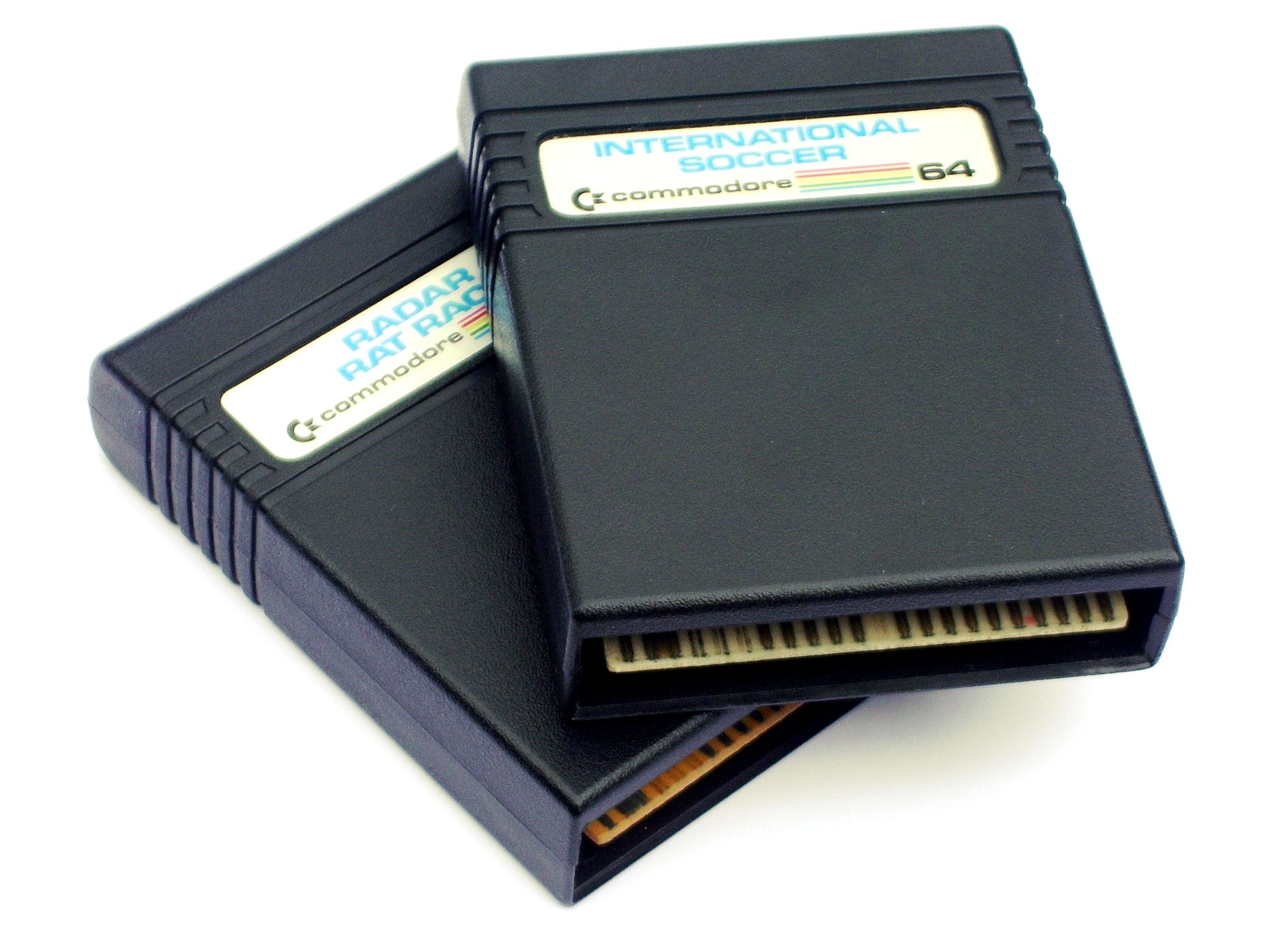
Băng chơi trò chơi Radar Rat Race và International Soccer

Commodore đã nổi tiếng về việc công bố các sản phẩm chưa bao giờ xuất hiện, vì vậy công ty đã tìm cách nhanh chóng vận chuyển sản phẩm C64 ra thị trường. Sản xuất bắt đầu vào mùa xuân năm 1982 và các lô hàng đã bắt đầu được chuyển đi vào tháng 8. C64 đối mặt với một loạt các máy tính gia đình cạnh tranh khác, nhưng với một mức giá thấp hơn và phần cứng linh hoạt hơn, nó nhanh chóng vượt qua nhiều đối thủ cạnh tranh khác. Tại Hoa Kỳ, các đối thủ cạnh tranh lớn nhất là Atari 8-bit 400, Atari 800 và Apple II. Atari 400 và 800 đã được thiết kế để đáp ứng các yêu cầu phát thải nghiêm ngặt trước đây của FCC và do đó có giá rất đắt. Mặc dù có thông số kỹ thuật tương tự, hai máy tính đại diện cho các triết lý thiết kế khác nhau; Apple II với một hệ thống kiến trúc mở, khả năng nâng cấp, thể hiện bằng các khe mở rộng bên trong máy, trong khi kiến trúc tương đối khép kín của C64 chỉ có một cổng hộp mực ROM bên ngoài duy nhất để mở rộng bus. Tuy nhiên, Apple II đã sử dụng các khe cắm mở rộng của nó để giao tiếp với các thiết bị ngoại vi thông thường như ổ đĩa, máy in và modem; C64 có một loạt các cổng tích hợp vào bo mạch chủ của nó được sử dụng cho các mục đích này, và để khe cắm mở rộng trống. Tuy nhiên, Commodore không phải là một hệ thống hoàn toàn khép kín; công ty đã công bố chi tiết kỹ thuật cho hầu hết các mô hình của họ kể từ các dòng sản phẩm PET và VIC-20, và C64 cũng không ngoại lệ. Tuy nhiên, doanh số C64 ban đầu vẫn tương đối thấp do thiếu phần mềm, các vấn đề về độ tin cậy với các mẫu sản xuất sớm và thiếu ổ đĩa 1541, mà cũng có vấn đề về độ tin cậy khá nghiêm trọng. Tuy nhiên, trong năm 1983, từ một số lượng phần mềm nhỏ, số phần mềm được viết cho C64 trở nên đông đảo và doanh số bắt đầu tăng nhanh chóng, đặc biệt với việc giảm giá từ 600 đô la xuống chỉ còn 300 đô la.
Commodore bán C64 không chỉ thông qua mạng lưới đại lý được ủy quyền, mà còn thông qua các cửa hàng bách hóa, cửa hàng giảm giá, cửa hàng đồ chơi và hiệu sách các trường đại học. C64 có bộ điều biến RF tích hợp và do đó có thể được cắm vào bất kỳ máy thu truyền hình nào. Điều này cho phép nó (giống như người tiền nhiệm của nó, VIC-20) cạnh tranh trực tiếp với các game console như Atari 2600. Giống như Apple IIe, C64 cũng có thể xuất tín hiệu video composite (tránh bộ điều biến RF) và có thể được cắm vào một màn hình chuyên dụng để có hình ảnh sắc nét hơn. Không giống như IIe, khả năng đầu ra NTSC của C64 cũng bao gồm đầu ra tín hiệu luminance/chroma riêng biệt tương đương (và tương thích điện với) S-Video, để kết nối với màn hình Commodore 1702, cung cấp chất lượng video tốt hơn so với tín hiệu tổng hợp. Giá thành tích cực của C64 được coi là một chất xúc tác chính trong khủng hoảng trò chơi điện tử ở Bắc Mỹ năm 1983. Vào tháng 1 năm 1983, Commodore đã giảm giá 100 đô la Mỹ tại Hoa Kỳ khi mua C64 cho bất kỳ người nào đổi máy chơi game hoặc máy tính lấy một máy C64. Để tận dụng ưu đãi giảm giá này, một số đại lý đặt hàng qua thư và nhà bán lẻ đã đưa cho Timex Sinclair 1000 chỉ 10 đô la khi mua C64, để người tiêu dùng có thể gửi thiết bị TS1000 đến Commodore, thu tiền hoàn lại và bỏ túi tiền chênh lệch; Công ty Timex rút khỏi thị trường máy tính chỉ trong vòng một năm. Chiến thuật của Commodore sớm dẫn đến một cuộc chiến giá cả với các nhà sản xuất máy tính gia đình lớn. Sự thành công của VIC-20 và C64 đã góp phần đáng kể vào việc Texas Instruments và các đối thủ cạnh tranh nhỏ hơn phải rút lui khỏi thị trường.
Cuộc chiến giá với Texas Instruments đã được xem như là một cuộc chiến cá nhân của chủ tịch công ty Commodore Jack Tramiel. Commodore đã giảm 200 đô la từ giá niêm yết của C64 chỉ trong vòng hai tháng sau khi phát hành. Vào tháng 6 năm 1983, công ty đã hạ giá xuống còn 300 đô la và một số cửa hàng bán máy tính C64 chỉ với giá 199 đô la. Tại một thời điểm, công ty đã bán C64 với số lượng bằng tổng tất cả các máy tính được phần còn lại của ngành công nghiệp máy tính bán ra, trong khi Texas Instruments bị mất tiền với việc bán sản phẩm 99/4A với giá chỉ 99 đô la. Sự sụp đổ tiếp theo của Texas Instruments trong ngành công nghiệp máy tính gia đình vào tháng 10 năm 1983 được xem như là sự trả thù cho các chiến thuật của công ty này trong cuộc chiến thị trường máy tính bỏ túi vào những năm giữa thập niên 1970, khi đó Commodore gần như bị Texas Instruments làm cho phá sản.
Tất cả bốn máy đều có cấu hình bộ nhớ tương tự chuẩn trong giai đoạn 1982–83: 48 KB cho Apple II + (được nâng cấp trong vài tháng sau phát hành của C64 lên 64 KB với Apple IIe) và 48 KB cho Atari 800. Với mức giá trên đỉnh 1,200 USD, Apple II đắt hơn gấp đôi, trong khi Atari 800 có giá 899 USD. Một chìa khóa cho sự thành công của C64 là chiến thuật tiếp thị tích cực của Commodore, và họ đã nhanh chóng khai thác các khác biệt về giá/hiệu suất tương đối giữa các đối thủ cạnh tranh với một loạt quảng cáo truyền hình sau khi C64 ra mắt vào cuối năm 1982. Công ty cũng xuất bản tài liệu chi tiết để giúp các nhà phát triển, trong khi Atari ban đầu giữ bí mật thông tin kỹ thuật. C64 là máy tính gia đình duy nhất có sẵn rộng rãi, không bị gián đoạn vào cuối năm 1983, với hơn 500.000 chiếc được bán trong mùa Giáng sinh; bởi vì các vấn đề sản xuất trong chuỗi cung ứng của Atari, vào đầu năm 1984 "Commodore 64 đã nắm trong tay toàn thị trường [cấp thấp] ngay lúc này", theo tường thuật của The Washington Post.

#### 1984–1987

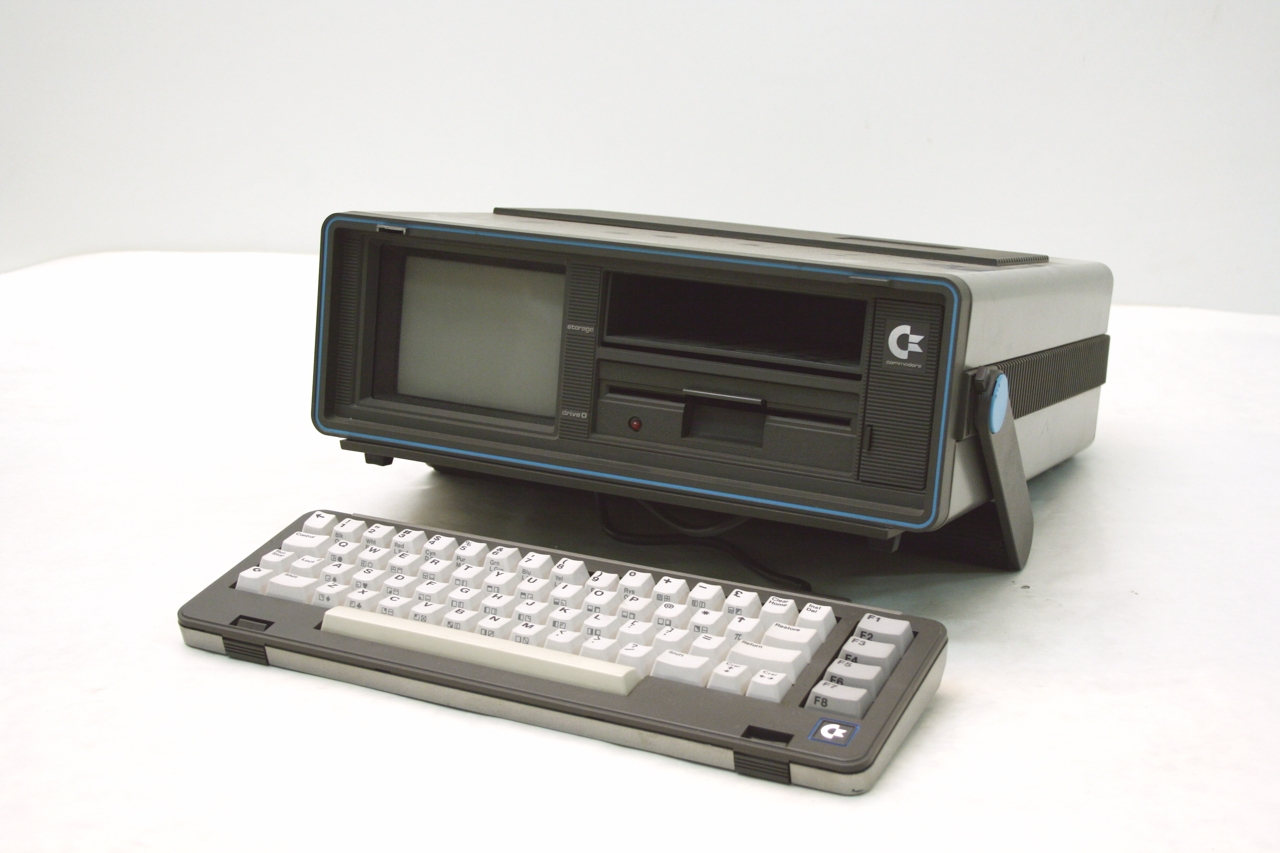
Commodore SX-64

Đến năm 1985, trò chơi được ước tính chiếm từ 60 đến 70% tổng số phần mềm của Commodore 64. Tại hội nghị giữa các nhà phát triển game và các chuyên gia tại hội chợ game Origins, Dan Bunten vào giữa năm 1984, Sid Meier ("máy tính của sự lựa chọn ngay bây giờ"), và một đại diện của Avalon Hill nói rằng họ đã phát triển trò chơi cho C64 trước tiên với tư cách là thị trường hứa hẹn nhất. Computer Gaming World tuyên bố vào tháng 1 năm 1985 rằng các công ty như Epyx có thể sống sót sau khủng hoảng trò chơi điện tử bởi vì họ đã "nhảy lên chuyến tàu Commodore sớm". 35% doanh thu năm 1986 của SSI là cho C64, cao hơn 10% so với Apple II; C64 thậm chí còn quan trọng hơn đối với các công ty khác, thường thấy rằng hơn một nửa doanh thu cho một trò chơi được chuyển đến sáu nền tảng, đều đến từ phiên bản trên C64. Computer Gaming World năm đó xuất bản một cuộc khảo sát của mười nhà xuất bản trò chơi. Họ thấy rằng họ đã dự định phát hành 43 trò chơi cho Commodore C64 năm đó, so với 19 cho Atari và 48 cho Apple II, và Alan Miller nói rằng trò chơi Accolade được phát triển đầu tiên cho C64 bởi vì "nó sẽ bán được nhiều nhất trên hệ thống này".
Tại châu Âu, các đối thủ cạnh tranh chính của C64 là các máy tính do Anh chế tạo: Spectl Sinclair ZX, BBC Micro và Amstrad CPC 464. Ở Anh, Spectrum 48K đã không chỉ được phát hành vài tháng trước cả C64 vào năm 1983, nhưng nó cũng được bán với giá 175 bảng, ít hơn một nửa so với giá 399 bảng của C64. Spectrum nhanh chóng trở thành sản phẩm thống trị thị trường và Commodore đã có một cuộc đấu tranh khó khăn để chống lại nó. Tuy nhiên, C64 tiếp tục cạnh tranh với Spectrum về độ phổ biến trong nửa cuối thập niên 1980. Được điều chỉnh theo quy mô dân số, mức độ phổ biến của Commodore 64 là cao nhất ở Phần Lan, nơi sau đó nó được tiếp thị là "máy tính của nền cộng hòa".
Mặc dù tin đồn lan truyền vào cuối năm 1983 rằng Commodore sẽ ngừng sản xuất C64, Đến đầu năm 1985, giá của C64 là 149 đô la; với chi phí sản xuất ước tính khoảng 35-50 đô la, khả năng sinh lời của nó vẫn nằm trong mức đánh dấu tiêu chuẩn của ngành từ hai đến ba lần. Commodore đã bán khoảng một triệu C64 vào năm 1985 và tổng cộng 3,5 triệu vào giữa năm 1986. Mặc dù công ty đã cố gắng ngừng C64 nhiều hơn một lần nhằm ủng hộ các máy tính đắt tiền hơn như Commodore 128, nhu cầu mua máy vẫn mạnh mẽ. Năm 1986, Commodore giới thiệu phiên bản 64C, một máy C64 được thiết kế lại, mà Compute! coi nó là bằng chứng - trái với những lo ngại của các chủ sở hữu C64 rằng công ty sẽ từ bỏ sản phẩm này vì lợi ích của Amiga và 128— "C64 không chết". Việc giới thiệu sản phẩm cũng đồng nghĩa với việc Commodore đã tăng giá của chiếc C64 lần đầu tiên, và được tạp chí này coi là sự kết thúc của cuộc chiến giá cả máy tính. Doanh số phần mềm cũng vẫn mạnh mẽ; MicroProse, nói năm 1987 rằng các thị trường PC của Commodore và IBM là những ưu tiên hàng đầu của công ty này.

## Thư viện ảnh

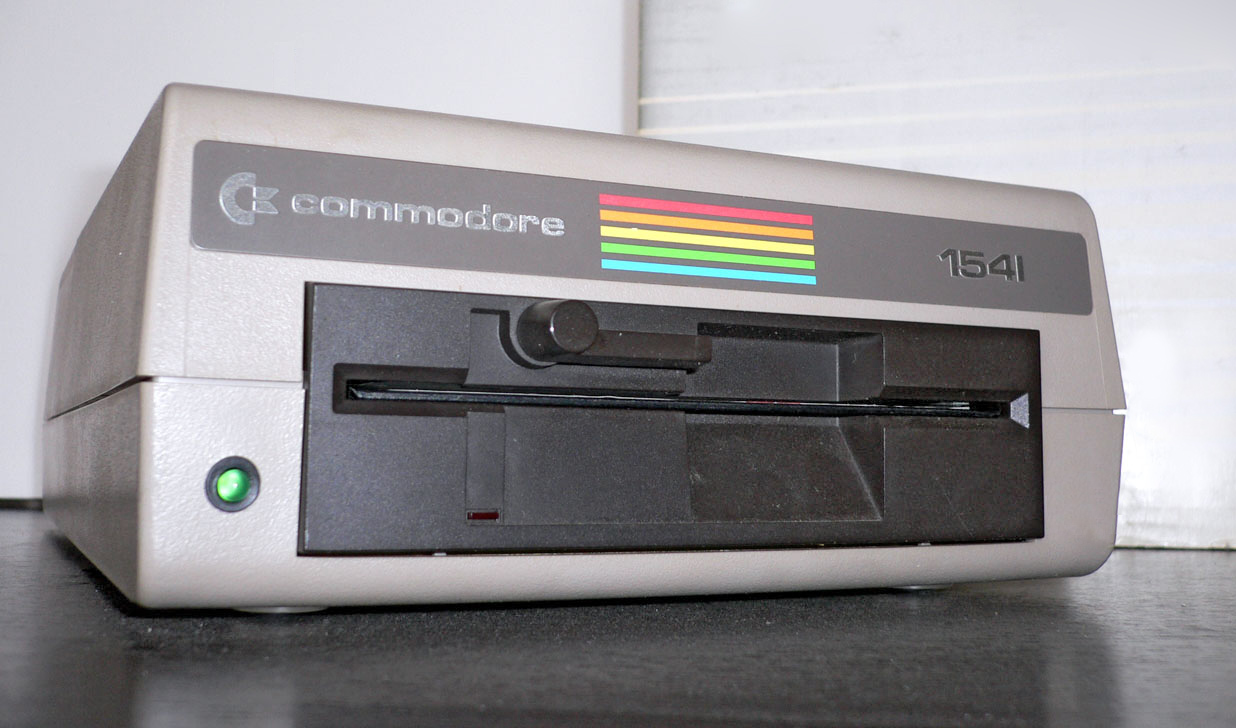
Commodore 1541 Floppy Drive
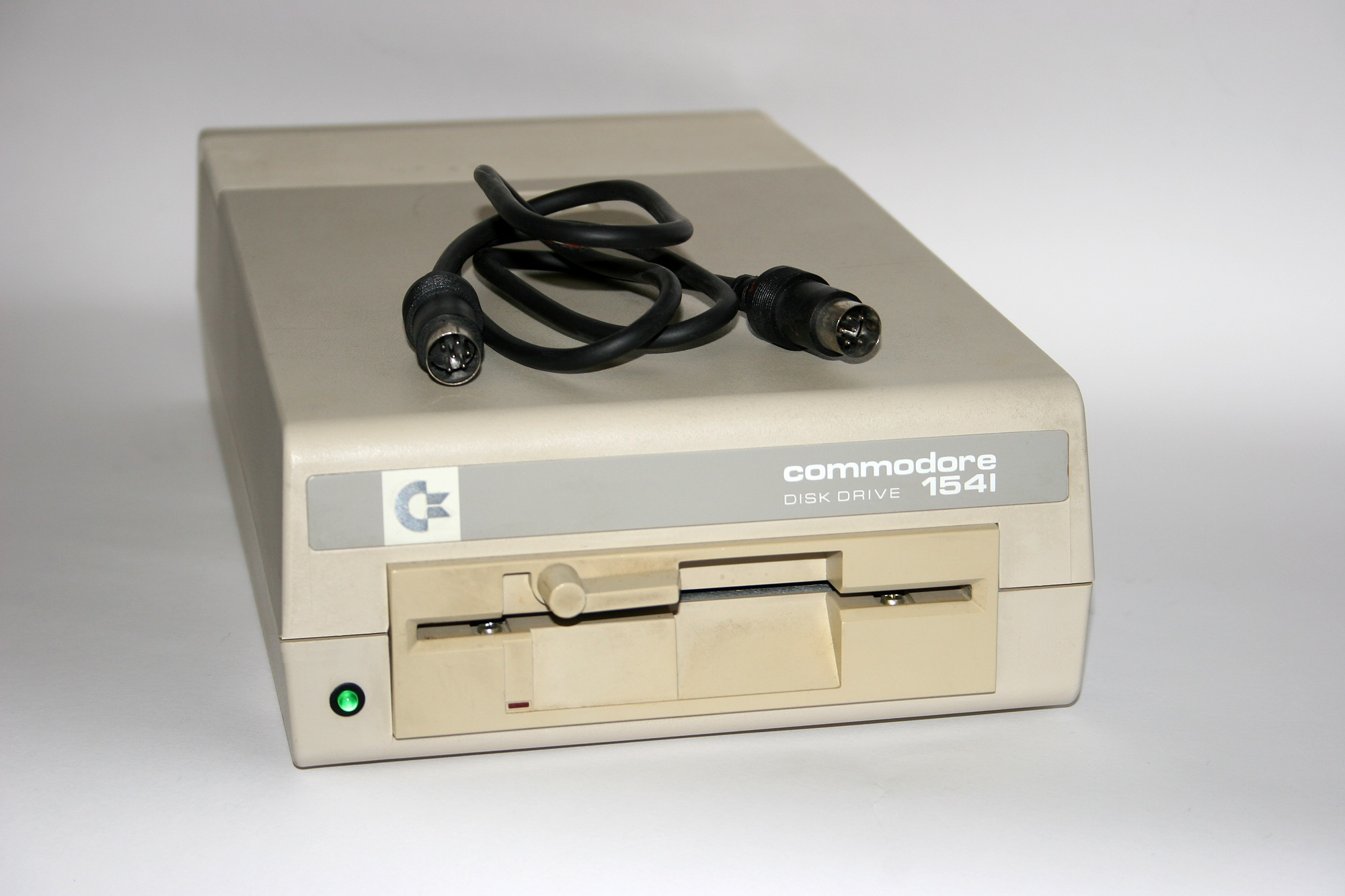
Commodore 1541C Floppy Drive
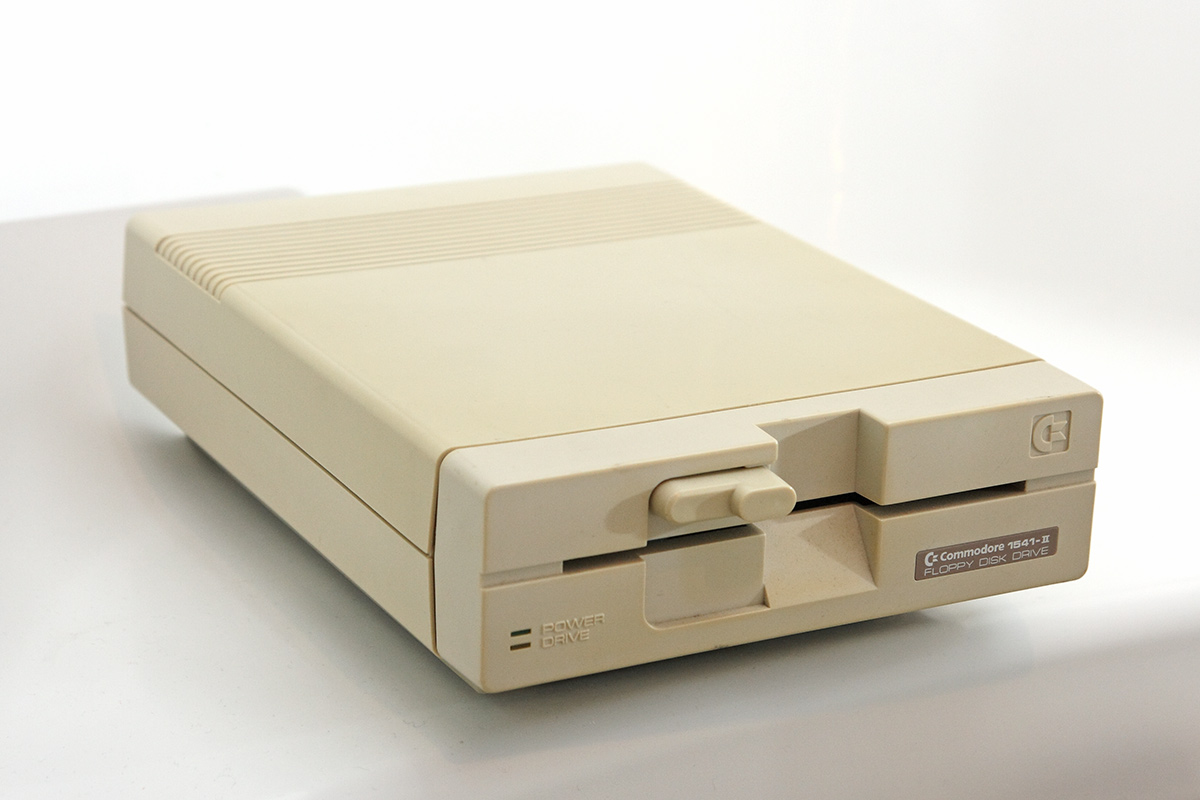
Commodore 1541-II Floppy Drive
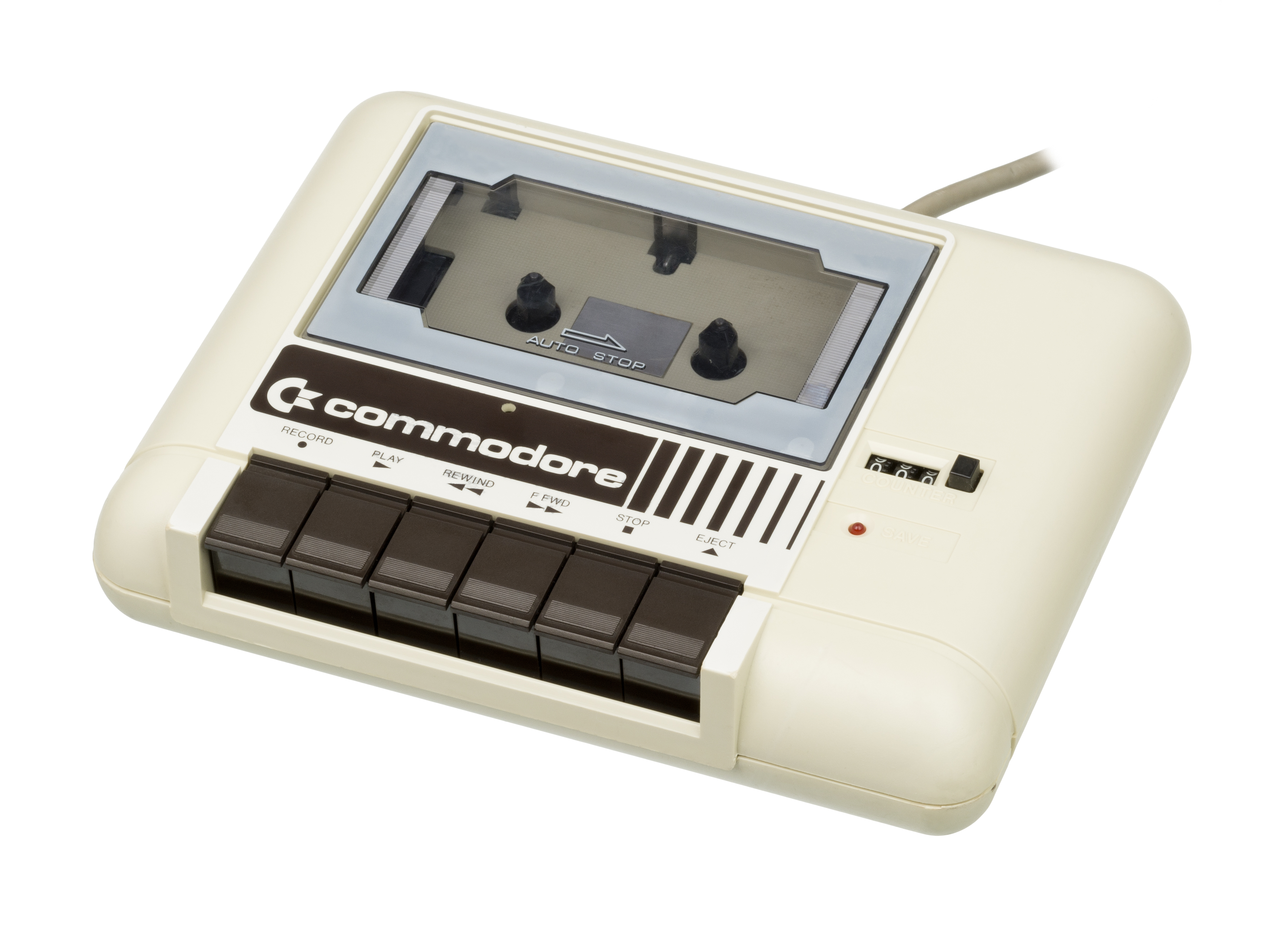
Commodore 1530 Datasette
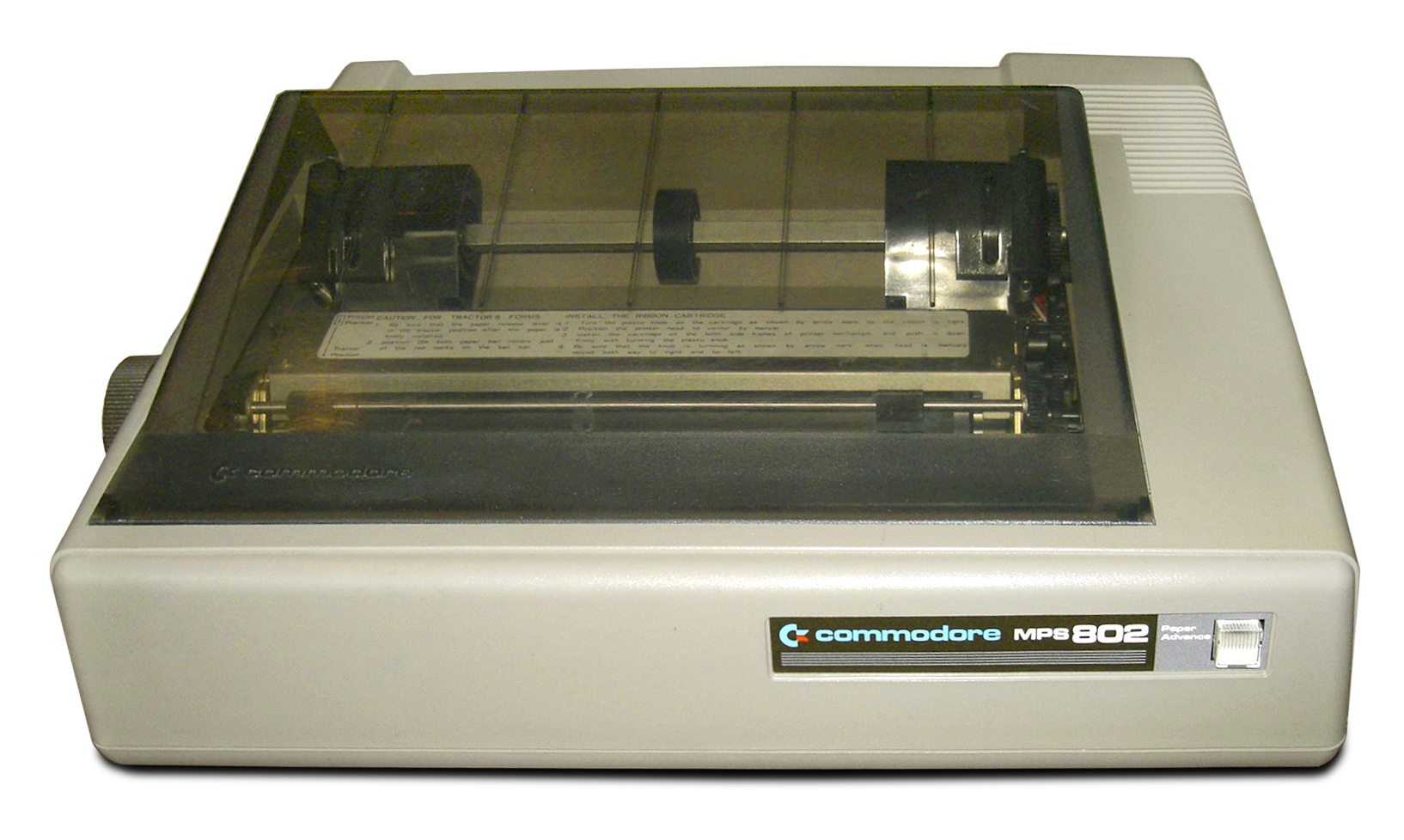
Commodore MPS-802 Dot matrix printer
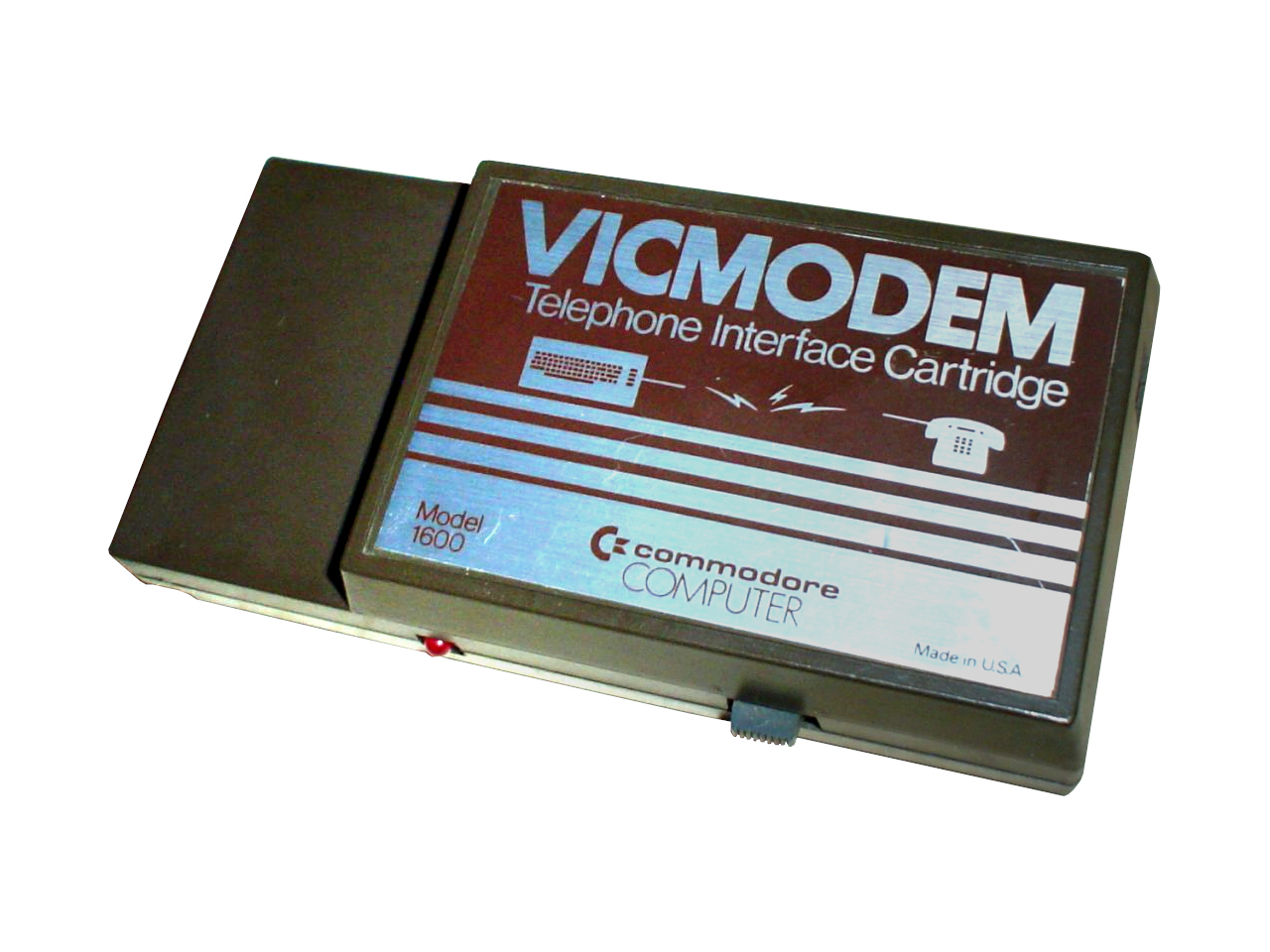
Commodore VIC-Modem
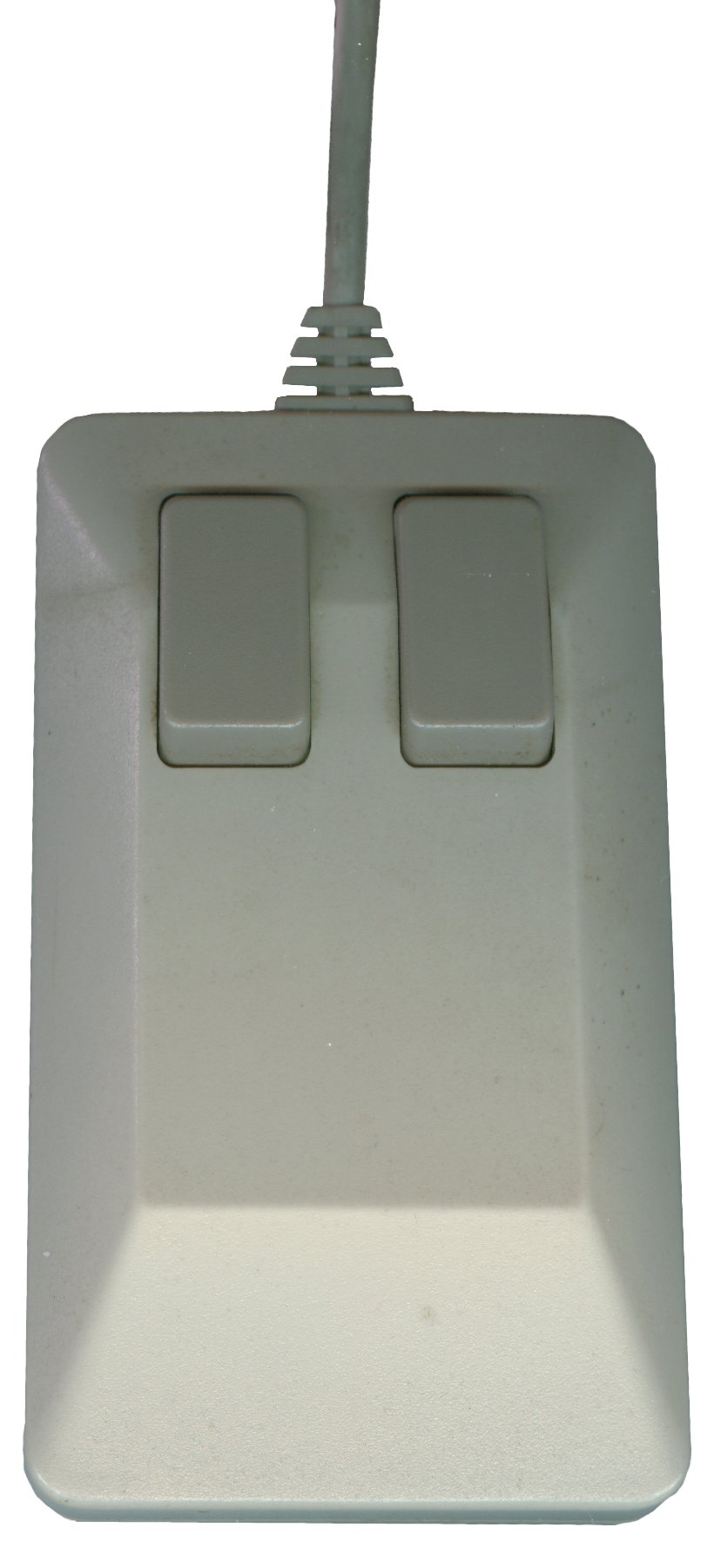
Commodore 1351 Mouse
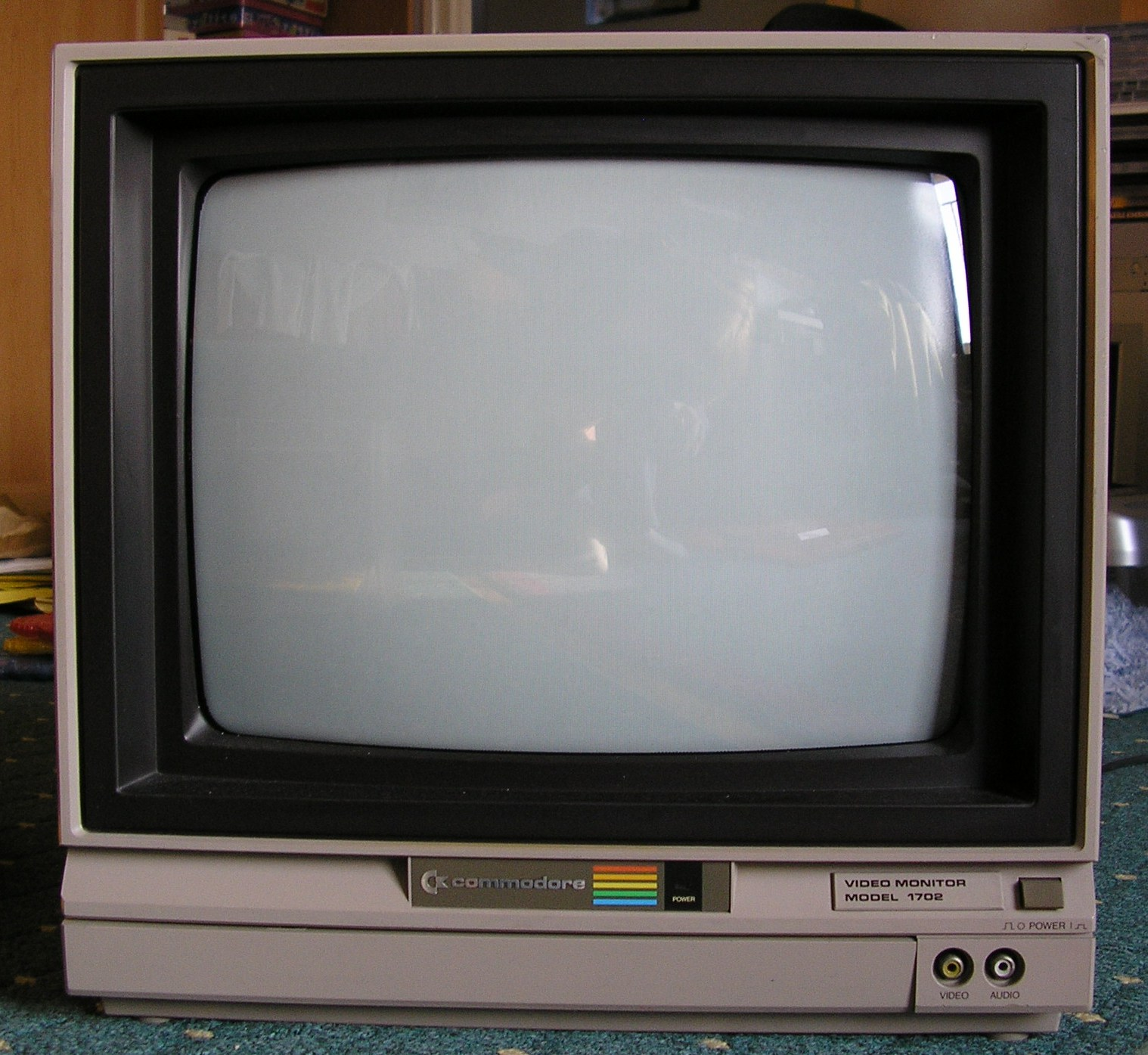
Commodore 1702 video monitor